# Herrenhaus Hebrondamnitz

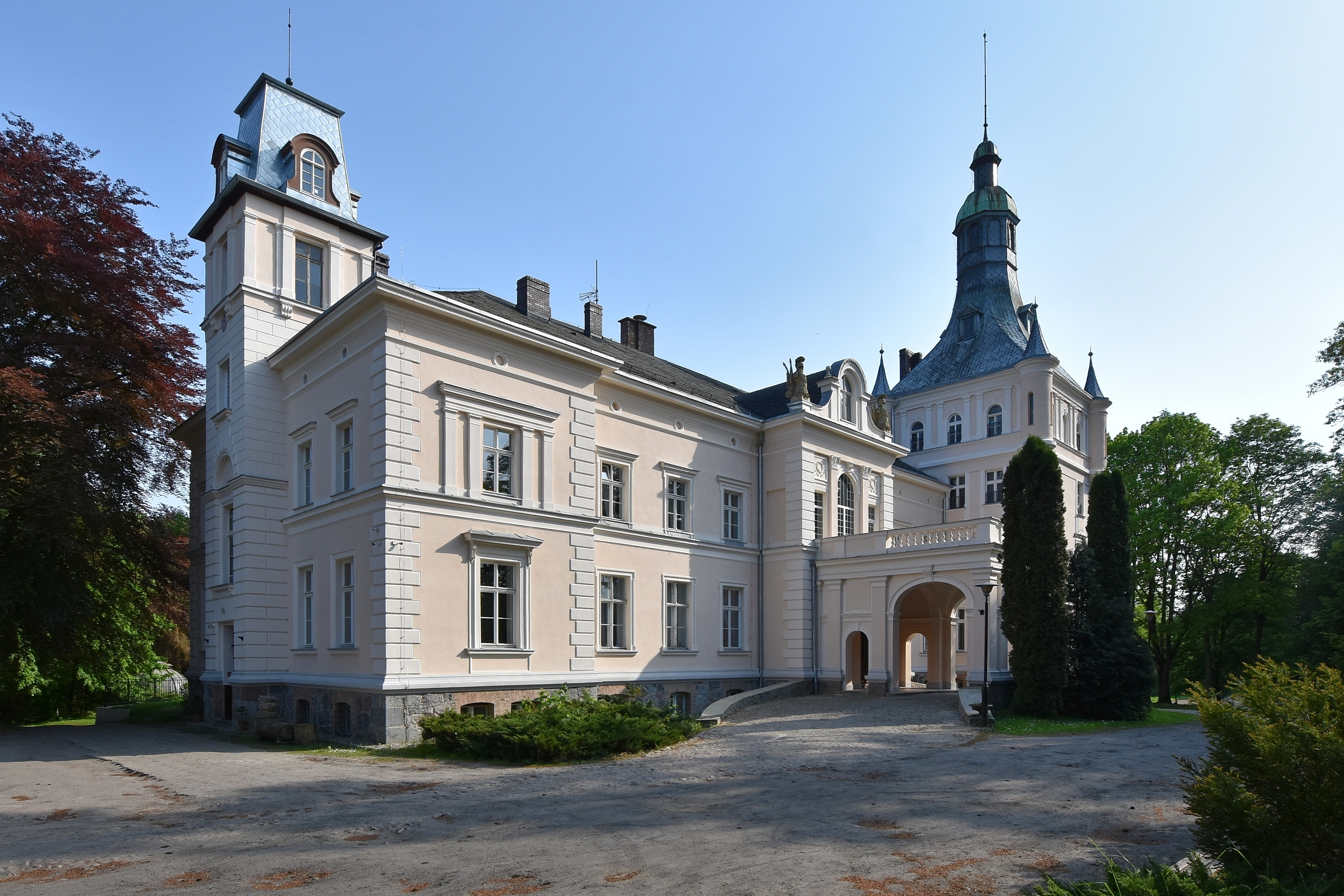
Herrenhaus Hebrondamnitz

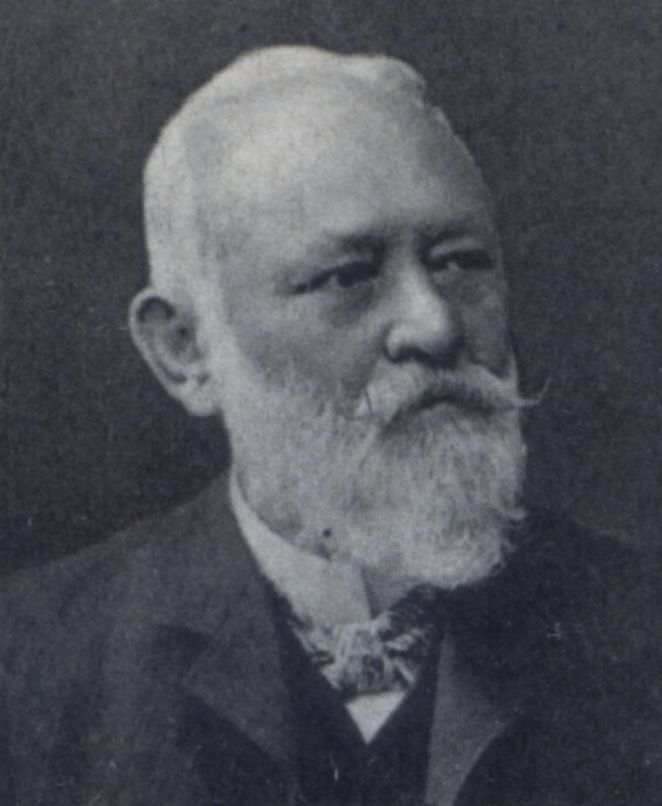
Freiherr Karl von Gamp-Massaunen. Reichstagsabgeordneter 1912. Nutzte das Herrenhaus als Sommersitz.

Das Herrenhaus Hebrondamnitz ist ein Gutshaus im pommerschen Damnica in Polen.

## Geschichte
Die erste Erwähnung des Dorfes  von 1407 nennt die Cusseke (Kutzeke) von Lutken Dampnitze als Enkel Jaroslaus I von Järshagen. Lutken ist hier niederdeutsch als „Klein“ zu verstehen. Später waren die Stojentins Besitzer. 1490 erhielt Tezlaff von Stojentin von Bogislaw X. einen Anteil von Lutken Damnitze zu Lehen. Dieser belehnte wiederum Bartholomäus Suwe, der eine bedeutende Rolle in der Einführung der Reformation im Lande Bütow spielte. Den Suawes folgten Georg von Wobeser (Objezierze), danach die Hepburn. Der Vorsatz Hebron im deutschen Ortsnamen bezieht sich auf die Hepburn. Damit sollte der Ort von Damnitz, später Rathsdamnitz, unterschieden werden, das sich ebenfalls im Kreis Stolp befindet.
Später befand sich das Gut in Besitz eines Herrn von Puttkamer, im 19. Jahrhundert denen von Blanckensee, danach bis 1945 die briefadeligen Freiherren von Gamp, respektive deren Nachfahren und ihren angeheirateten Anverwandten. Über den Adelssitz der vorherigen Zeit ist wenig bekannt. Das heute erhaltene Herrenhaus wurde durch die Familie von Blanckensee 1870/71 nach Entwurf von Gustav Knoblauch errichtet.
Um 1900 ließ der bald zu nennenswerten Wohlstand gelangte Karl Freiherr von Gamp den südwestlichen Teil des Herrenhauses umbauen. Etwa um 1880 hatte der zugehörige Gutsbesitz einen Umfang von 1545 ha. 1914 nannte Karl Freiherr von Gamp-Maussanen 1100 ha sein Eigen, davon 760 ha Wald. Im Jahre 1939 waren es noch 750 ha, im Besitz des Herrn Armster-von Gamp (1882–1943), Ehemann der Ilse, geb. von Gamp, die vom Vater den Adelstitel erbte, aber nicht die Titelatur Freiinn. Dieses Restgut war offiziell verpachtet, an den genannten Ehemann Karl Wilhelm Armster-auch teils Armster-von Gamp, hauptberuflich Kammersänger, mit einigen Auftritten (1914) bei den Bayreuther Festspielen, Familienwohnsitz Ende der 1930er Jahre Berlin-Wilmersdorf.
Nach 1946 kurz von der Försterei genutzt, ist heute eine Sonderschule darin untergebracht.

## Bauwerk
Es handelt sich um einen zweigeschossigen, unterkellerten Putzbau mit zwei Türmen. Das durchfensterte hohe Kellergeschoss ist mit Natursteinen verblendet. Der Haupttrakt ist mit einem Walmdach gedeckt, während der nach Südwesten rechtwinklig angebaute Seitentrakt ein Walmdach mit Zwerchhäusern besitzt. Der eingeschossige Teil des Seitentrakts ist mit einer Terrasse überdeckt. Vor dem dreiachsigen Eingangsrisalit liegt eine überdachte Einfahrt, über der sich ein Balkon mit Balustrade befindet. Der Eingangsrisalit wird mit einem geschwungenen Dachaufbau mit Fenstern bekrönt. Der aus der Front heraustretende viergeschossige Turm betont das wehrhafte Aussehen der nordwestlichen Eingangsfassade. In der vierten Etage des Turms liegen rundbogenförmig geschlossene Fenster, an den Ecken treten runde, mit Kupferdächern gedeckte Türmchen hervor. An der Südwestseite des Baus befindet sich der eingeschossige Seitentrakt. An der Parkseite weist der Haupttrakt neun Achsen auf, die in vier Bereiche gegliedert sind. Der mittlere Bereich dieser Fassade ist durch kannelierte Pilaster hervorgehoben. Die Fenster im Obergeschoss sind  bogenförmig abgeschlossen. Vor den Rechteckfenstern im Erdgeschoss liegt eine Terrasse.